# Sextant (Sternbild)
Der Sextant (lateinisch Sextans, früher auch Sextans Uraniae) ist ein Sternbild in der Nähe des Himmelsäquators.

## Beschreibung

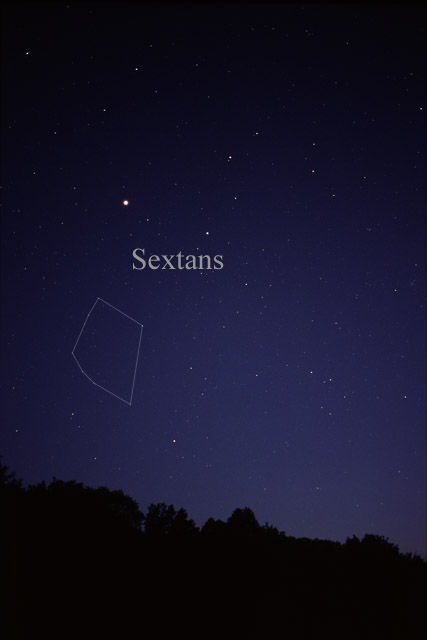
Das Sternbild Sextant, wie es mit dem bloßen Auge gesehen werden kann

Der Sextant ist ein unscheinbares Sternbild, das am Nachthimmel kaum zu erkennen ist. Nur einer seiner Sterne ist heller als die 5. Größenklasse. Der Sextant liegt zwischen dem markanten Löwen (Leo) und der lang gestreckten Wasserschlange (Hydra).
Im Sextanten befinden sich mehrere Galaxien, von denen eine bereits mit einem kleineren Teleskop beobachtet werden kann.

## Geschichte
Das Sternbild wurde 1690 von dem Danziger Astronomen Johannes Hevelius eingeführt. Es soll den Sextanten darstellen, mit dem er die Sternpositionen vermaß.
Vor Hevelius hatte der Mönch Anton Maria Schyrleus de Rheita 1643 die Sterne dieser Himmelsregion zum Schweißtuch Christi zusammengefasst. Diese Benennung konnte sich allerdings nicht durchsetzen.

## Himmelsobjekte

### Sterne
| B | F  | Namen o. andere Bezeichnungen | m     | Lj  | Spektralklasse |
| - | -- | ----------------------------- | ----- | --- | -------------- |
| α | 15 | Alpha Sextantis               | 4,49  | 287 | A0 III         |
| γ | 8  | Gamma Sextantis               | 5,05  | 278 | A1 V           |
| β | 30 | Beta Sextantis                | 5,09  | 367 | B6 V           |
| δ | 29 |                               | 5,21  | 300 | B9.5 V         |
| ε | 22 |                               | 5,24m | 183 | F2 III         |
|   | 18 |                               | 5,65  |     |                |
|   | 19 |                               | 5,77  |     |                |
|   | 35 |                               | 5,79  |     |                |
|   | 41 |                               | 5,79  |     |                |
|   | 17 |                               | 5,91  |     |                |
|   | 25 | SS                            | 5,97v |     |                |
|   | 6  |                               | 6,01  |     |                |
|   | 7  |                               | 6,02  |     |                |
|   | 14 |                               | 6,21  |     |                |
|   | 4  |                               | 6,24  |     |                |
|   | 33 |                               | 6,26  |     |                |
|   | 36 |                               | 6,28  |     |                |
|   | 26 |                               | 6,33  |     |                |
|   | 37 |                               | 6,38  |     |                |
|   | 13 |                               | 6,45  |     |                |
|   | 27 |                               | 6,55  |     |                |
|   | 34 |                               | 6,57  |     |                |
|   | 40 |                               | 6,61  |     |                |
|   | 23 | RS                            | 6,66v |     |                |
|   | 12 |                               | 6,70  |     |                |
|   | 9  |                               | 6,72  |     |                |
|   | 21 |                               | 6,97  |     |                |
|   | 31 |                               | 6,98  |     |                |
|   | 20 |                               | 7,37  |     |                |

Der hellste Stern im Sextanten ist der 287 Lichtjahre entfernte α Sextantis. Es handelt sich um einen bläulich-weiß leuchtenden Stern der Spektralklasse A0 III mit einer Oberflächentemperatur von 10.000 °C.

### Doppelsterne
| System | m         | Abstand |
| ------ | --------- | ------- |
| γ      | 5,6 / 6,1 | 0,6"    |
| 35     | 6,1 / 7,2 | 6,8"    |

γ Sextantis ist ein Doppelsternsystem in 278 Lichtjahren Entfernung. Die beiden Komponenten sind bläulich-weiß leuchtende Sterne der Spektralklassen A1 und A4. Aufgrund des geringen Winkelabstandes von nur 0,5 Bogensekunden kann das System nur in größeren Teleskopen in Einzelsterne aufgelöst werden.
Das System 35 Sextantis ist 800 Lichtjahre entfernt und besteht aus zwei orange leuchtenden Sternen der Spektralklassen K3 und K0. Die Sterne können bereits mit einem kleineren Teleskop beobachtet werden.

### Veränderliche Sterne
| Objekt | m | Periode | Typ                        |
| ------ | - | ------- | -------------------------- |
| β      |   |         | α2 Canis Venaticorum-Stern |

β Sextantis ist ein 345 Lichtjahre entfernter veränderlicher Stern vom Typ α2 Canis Venaticorum.

### Messier- und NGC-Objekte
| Messier (M) | NGC  | sonstige | m    | Typ     | Name           |
| ----------- | ---- | -------- | ---- | ------- | -------------- |
|             | 3115 |          | 9,1  | Galaxie | Spindelgalaxie |
|             | 3156 |          | 12,4 | Galaxie |                |
|             | 3165 |          | 13,9 | Galaxie |                |
|             | 3166 |          | 10,4 | Galaxie |                |
|             | 3169 |          | 10,2 | Galaxie |                |

NGC 3115 ist eine 25 Millionen Lichtjahre entfernte Galaxie in Kantenlage, d. h., wir sehen sie von der Seite. Im Teleskop erscheint sie länglich und erinnert an eine Spindel, weshalb sie auch als „Spindelgalaxie“ bezeichnet wird.
Die Galaxien NGC 3156, NGC 3165, NGC 3166 und NGC 3169 bilden eine Gruppe von Galaxien in 60 Millionen Lichtjahren Entfernung. Die Galaxien NGC 3166 und NGC 3169 sind nur etwa 50.000 Lichtjahre voneinander entfernt. Aufgrund der Schwerkraftwirkung beeinflussen sie gegenseitig ihre Strukturen.
Da die Galaxiengruppe relativ weit entfernt und damit lichtschwach ist, benötigt man zur Beobachtung ein größeres Teleskop.

### Sonstige Objekte
Der Sextant enthält CL J1001+0220 als einer der weitest entfernten Galaxienhaufen mit der Rotverschiebung von z = 2,506.